# Амос Елон
Амос Елон е израелски писател и журналист. Заедно със своето семейство се заселва в Йерусалим през 1928 г. Дълги години е дописник на вестник „Хаарец“. Кореспондент в редица страни, между които Унгария, Франция, Съединените американски щати, Западна Германия. Съдейства на пацифисткото движение „Мир сега“. Отличава се с определено позитивно отношение към следвоенна Германия.